# Resistencia Mapuche Lavkenche
La Resistencia Mapuche Lavkenche (RML) —o también llamada Resistencia Mapuche Lafkenche— es una agrupación paramilitar mapuche activa desde 2020, que han llegado a realizar ataques coordinados y complejos, como un ataque con coche bomba, o el uso de explosivos improvisados y ataques armados bastante organizados en las regiones del Biobío y de La Araucanía, Chile.
Las autoridades culpan no solo de ataques armados e incendiarios a la agrupación, también la hacen responsable del robo de camiones de carga y de ganado, hurto de madera, daños y amenazas en la zona. El grupo justifica su ofensiva por el de la lucha por la soberanía mapuche, especialmente de la rama lavkenche (aquellos que habitan la zona costera entre Cañete y el río Toltén).
La RML es uno de los cuatro grupos armados que operan en la Macrozona sur de Chile, junto a Coordinadora Arauco-Malleco (CAM), Weichan Auka Mapu (WAM) y Resistencia Mapuche Malleco (RMM).

## Historia
Los integrantes del grupo ya eran conocidos por las autoridades desde los años 1990, siendo que algunos miembros participaron en el primer ataque incendiario de la Coordinadora Arauco-Malleco (CAM) (un ataque incendiario a camiones en la zona entre Lumaco y Capitán Pastene), pero empezando a aislarse de los Órgano de Resistencia Territorial (ORT) de las CAM y acumulando sus fuerzas en la zona costera entre Cañete y el Río Toltén, pero actuando por bastante tiempo dentro del marco legal.

### Formación
La Resistencia Mapuche Lavkenche (RML) está formada por cuatro grupos principales: Lov Peleco, Lov Elicura, Lov Lleulleu che y Los Huellanos (en este último participa el ex sacerdote jesuita Luis García-Huidobro). A pesar de estos vínculos, las autoridades dudan que el grupo sea tan organizado y jerarquizado como la CAM y sus atentados son en realidad distractores de otras actividades como robo de ganado y a mano armada. A pesar de su diluida organización, es el grupo que ha generado los ataques más mediático y potentes en la zona costera, además de estar en conflicto con otros clanes mapuche que tienen integrantes trabajando dentro de las forestales.

### Atentados
El primer atentado del grupo fue el 13 de abril de 2020 atacando con un coche bomba en el sector del puente Lleu Lleu, comuna de Tirúa, Provincia de Arauco, el ataque dejó un generador eléctrico dañado, deshabilitando la ruta por algunas horas. En un principio se pensaba que era un explosivo puesto sobre el puente, pero el peritaje posterior reveló que el explosivo fue puesto dentro de un auto en las inmediaciones de la carretera. Al día siguiente la Resistencia Mapuche Lavkenche se adjudicó la responsabilidad del ataque y señalando que fue en respuesta a la creciente influencia de Mininco en comunidades mapuche, y la creciente militarización de la Araucanía. Este ataque prendió las alarmas en las autoridades y la prensa en cuanto a la escalada de los ataques en el conflicto mapuche.
Doce comunidades del Lago Lleu Lleu, que reúnen a más de 700 familias, emitieron un comunicado para repudiar el ataque: “Rechazamos categóricamente los hechos de extrema violencia perpetrados por un pequeño grupo aislado, cuyos líderes no son de nuestro territorio (Héctor Llaitul, líder de la CAM, Región de Los Lagos) y tampoco pertenecen al pueblo mapuche (Patricia Troncoso “La Chepa”, Emilio Berkhoff y el ex jesuita Luis García-Huidobro, todos miembros activos de la organización terrorista). Estos grupos aislados carecen de representatividad, legitimidad territorial y no representan en lo más mínimo la visión de las comunidades del Lago Lleu Lleu. Por el contrario: Sólo generan inseguridad y rechazo por parte de las comunidades del territorio, además de ser foco de creciente delincuencia y violencia”. Éstas comunidades están en proceso de recuperar ése territorio y además llevan a cabo un proyecto de reforestación del bosque nativo en la ribera del lago.
El 23 de junio del mismo año RML se adjudicó la responsabilidad del derribo de una antena telefónica en la localidad de Quidico, esto al norte de la comuna de Tirúa (Región del Biobío), así como de cortes de ruta en las comunidades de Huentelolén y Tranaquepe, y de un enfrentamiento a tiros entre miembros de fuerzas especiales de Carabineros y militantes ocurrido entre Lleu Lleu y Palos Blancos. El ataque causó conmoción en la zona, además de alarmar a las autoridades, que resaltaron que el ataque dejó incomunicado a más de diez sectores del poblado. Una semana después RML se adjudicó la responsabilidad del ataque, señalando que este había sido en honor a los 58 días que llevaban comuneros mapuches en huelga de hambre en diversas prisiones chilenas, además de amenazar con más ataques a las forestales y a las comunidades mapuche que busquen llegar a acuerdo con estas. El 10 de julio el grupo emitió un mensaje junto a la Coordinadora Arauco-Malleco y Weichán Auka Mapu por la muerte de Pablo Marchant ocurrido en el fundo Santa Ana, Carahue. En el comunicado mencionaron que la muerte de Marchant marcaría la pauta para las próximas acciones armadas, además de clamar un enfrentamiento contra las fuerzas policiales en el sector Lleu Lleu y sector La Herradura de Tirúa.
El 29 de agosto de 2022, se registra un ataque incendiario contra el molino Grollmus, en la localidad de Contulmo, región del Biobío. El ataque incendiario fue reivindicado por Resistencia Mapuche Lavkenche, el cual arrasó el molino, mientras que en el enfrentamiento tres defensores fueron heridos, incluyendo a uno de los propietarios, Carlos Grollmus (75), quien perdió una pierna a causa de los impactos.
El 10 de noviembre, miembros de Resistencia Mapuche Lavkenche pararon e incendiaron un camión, el cual usaron para bloquear la carretera, esto en el sector Mirador de Peleco de la Ruta P-60 que conecta Cañete y Contulmo. La guerrilla mencionó que el ataque es en reacción a la visita del presidente Gabriel Boric a la región.
Federico Astete, líder de la Resistencia Mapuche Lavkenche ha participado en ataques incendiarios en el Biobío y en el ataque al Molino Grollmus.

## Detenciones
Un operativo realizado por autoridades en septiembre de 2023 dejó como saldo once personas detenidas en una serie de allanamientos realizados en las comunas de Los Álamos, Curanilahue y Cañete, siendo trasladados a las instalaciones del PDI en Talcahuano. Entre los detenidos se encontraba un carabinero activo y otros que habían sido dados de baja, uno de ellos el jefe de la Sección de Investigaciones Policiales (SIP) de Curanilahue. Según autoridades, todo el operativo fue posible gracias a un testigo protegido.
Miembros de RMM mencionaron en un comunicado que los detenidos no pertenecen a la organización, señalando de un montaje tanto el operativo como la reacción de las autoridades.
En enero de 2024, la PDI detuvo en Cañete a dos personas que identificó como líderes de RML: Claudia Nahuelán y Elías Cona Tranamil, apresados junto a Javier Ramírez Núñez, conocido como “El Coipo”, quien encabezaba un grupo de sujetos dedicados al robo de madera, que operaba en conjunto con la RML.